# Sport Recife
Sport Club do Recife, cunoscut ca și Sport Recife sau simplu Recife, este un club de fotbal din Recife, Brazilia. 

## Antrenori
| - Ricardo Gomes (Jan 1, 1999–30 iunie 1999) - Júlio César Leal (Feb 1, 1999–30 iunie 1999) - Heriberto da Cunha (23 iunie 2004–Feb 1, 2005) - Adilson Batista (Feb 5, 2005–4 aprilie 2005) - Edinho (25 iulie 2005–Aug 21, 2005) - Dorival Júnior (Nov 7, 2005–Sept 4, 2006) - Givanildo Oliveira (Aug 1, 2006–Dec 6, 2006) - Alexandre Gallo (Dec 7, 2006–24 aprilie 2007) - Giba (3 mai 2007–11 iunie 2007) - Edson Leivinha (interim) (15 iunie 2007–18 iunie 2007) | - Geninho (19 iunie 2007–Dec 31, 2007) - Nelsinho Baptista (Dec 10, 2007–28 mai 2009) - Émerson Leão (4 iunie 2009–27 iulie 2009) - Péricles Chamusca (31 iulie 2009–Nov 7, 2009) - Givanildo Oliveira (Nov 10, 2009–26 mai 2010) - Toninho Cerezo (27 mai 2010–Aug 9, 2010) - Geninho (Aug 10, 2010–Feb 6, 2011) - Hélio dos Anjos (Feb 8, 2011–20 iunie 2011) - PC Gusmão (Aug 18, 2011–Oct 30, 2011) - Mazola Júnior (Oct 29, 2011–13 mai 2012) | - Vágner Mancini (16 mai 2012–Aug 12, 2012) - Waldemar Lemos (Aug 17, 2012–Oct 6, 2012) - Sérgio Guedes (Oct 7, 2012–Dec 4, 2012) - Vadão (Dec 22, 2012–7 martie 2013) - Sérgio Guedes (March 2013–May 13) - M. Martelotte (24 mai 2013–Sept 7, 2013) - Neco (Sept 2013) - Geninho (Sept 13, 2013–Jan 30, 2014) - Eduardo Baptista (Feb 14, 2014–prezent) |